# Cuautla
Cuautla er en by og en kommune i den mexikanske delstat Morelos. Byen er den tredje største i delstaten, efter Cuernavaca og Jiutepec. Cuautla blev grundlagt den 4. april 1829. Cuautla kommer af «Cuauhtlan» som betyder ørnerede på nahuatl